# Gouvernement Kebzabo
Transition
Padacké III Masra
Le gouvernement Saleh Kebzabo est le gouvernement de la république du Tchad du 12 octobre 2022 au 29 décembre 2023,,.

## Composition

### Initiale (12 octobre 2022)
La composition est la suivante
| Portefeuille | Nom | Nom                            | Parti |
| --- | --- | ------------------------------ | ----- |
| Premier ministre |     | Saleh Kebzabo                  | UNDR  |
| Ministre d'État Ministre de la Justice, Garde des sceaux, chargé des Droits humains                                                                   |     | Abderahim Breme Hamid          |       |
| Ministre d’État Ministre des Affaires étrangères |     | Mahamat Saleh Annadif          |       |
| Ministre d’État Ministre de la Transformation agricole                                                                                                |     | Laoukein Kourayo Medard        |       |
| Ministre d'État Ministre de l'Enseignement supérieur, de la Recherche scientifique et de l'Innovation                                                 |     | Tom Erdimi                     |       |
| Ministre d'État Ministre des Télécommunications et de l'Économie numérique                                                                            |     | Mahamat Allahou Taher          |       |
| Ministre de l'Administration du territoire, de la Décentralisation et de la Bonne gouvernance                                                         |     | Limane Mahamat                 |       |
| Ministre des Armées, des Anciens combattants et Victimes de guerre                                                                                    |     | Daoud Yaya Brahim              |       |
| Ministre de la Sécurité publique et de l'Immigration                                                                                                  |     | Idriss Dokony Adiker           |       |
| Ministre de la Justice, garde des sceaux et des Droits humains                                                                                        |     | Mahamat Ahmad Alhabo           | PLD   |
| Ministre des Finances, du Budget et des Comptes publiques                                                                                             |     | Tahir Hamid Nguilin            | MPS   |
| Ministre de l'Éducation nationale et de la Promotion civique                                                                                          |     | Moussa Kadam                   |       |
| Ministre de la Communication, porte-parole du gouvernement                                                                                            |     | Aziz Mahamat Saleh             |       |
| Ministre des Hydrocarbures et de l'Énergie |     | Djerassem Le Bemadjiel         |       |
| Ministre du Genre et de la Solidarité nationale |     | Amina Prisiclle Longoh         | MPS   |
| Ministre des Infrastructures et du Désenclavement |     | Idriss Saleh Bachar            | MPS   |
| Ministre de la Réconciliation nationale et de la Cohésion sociale                                                                                     |     | Abderaman Koulamallah          | UDT   |
| Ministre de la Prospective économique et des Partenariats internationaux                                                                              |     | Moussa Batraki                 |       |
| Ministre de l'Élevage et des Productions animales |     | Abderahim Awad Atteib          |       |
| Ministre des Sports et des Loisirs |     | Patalet Geo                    |       |
| Ministre de la Fonction publique et du Dialogue social                                                                                                |     | Abdoulaye Mbodou Mbami         |       |
| Ministre de l 'Eau et de l'Assainissement |     | Alio Abdoulaye Ibrahim         |       |
| Ministre de l'Aviation civile et de la Météorologie nationale                                                                                         |     | Tahir Sougoumi                 |       |
| Ministre des Transports terrestres et de la Sécurité routière                                                                                         |     | Fatimé Goukouni Weddeye        |       |
| Ministre des Mines et de la Géologie |     | Abdelkerim Mahamat Abdelkerim  |       |
| Ministre de l'Environnement, de la Pêche et du Développement durable                                                                                  |     | Mahamat Hanno                  |       |
| Ministre des Affaires culturelles, du Patrimoine historique et du Tourisme                                                                            |     | Abakar Rozzi Teguil            | MPS   |
| Ministre de la Santé publique et de la Prévention |     | Abdoulmadjid Abderahim         |       |
| Ministre de la Formation professionnelle, des Métiers et de la Microfinance                                                                           |     | Ousman Moussa Mahamat          |       |
| Ministre de l'Aménagement du territoire et de l'Urbanisme                                                                                             |     | Mahamat Assileck Halata        |       |
| Ministre de l'Industrie et du Commerce |     | Wanledom Robertine             |       |
| Ministre de la Jeunesse et du Leadership entrepreneurial                                                                                              |     | Mahamat Ahmat Lazina           |       |
| Ministre secrétaire général du gouvernement, de la Promotion du bilinguisme dans l'administration, chargé des relations avec les grandes institutions |     | Haliki Choua Mahamat           |       |
| Ministre délégué auprès du ministre de l'Administration du territoire, chargé de la Décentralisation                                                  |     | Hissein Ibrahim Acyl           |       |
| Ministre délégué auprès du ministre des Armées chargé des Anciens combattants et des Victimes de guerre                                               |     | Idriss Abdraman Dicko          |       |
| Ministre déléguée auprès du ministre des Hydrocarbures, chargée de l'Indépendance énergétique                                                         |     | Ramatou Mahamat Houtouin       | MPS   |
| Secrétaire d'État aux Affaires étrangères, aux Tchadiens de l'étranger et à la Coopération internationale                                             |     | Izabelle Housna Kassiré        |       |
| Secrétaire d'État à la Promotion et à la Transformation agricole                                                                                      |     | Abakar Ramadan                 |       |
| Secrétaire d'État à l'Enseignement supérieur, à la Recherche scientifique et à l'Innovation                                                           |     | Bairra Assane                  |       |
| Secrétaire d'État à la Justice et aux Droits humains                                                                                                  |     | Bourkou Louise Ngaradoumri     |       |
| Secrétaire d'État aux Finances et aux Comptes publics                                                                                                 |     | Ronel Baiong Malloum Doubangar |       |
| Secrétaire d'État à l'Éducation nationale et à la Promotion civique                                                                                   |     | Gueldje Liliane                |       |
| Secrétaire d'État à la Prospective économique et aux Partenariats internationaux                                                                      |     | Madeleine Alingué              |       |
| Secrétaire d'État à l'Élevage et aux Productions animales                                                                                             |     | Fatimé Kodobé                  |       |
| Secrétaire d'État à la Santé publique et à la Prévention                                                                                              |     | Zenaba Bechir Moussa           |       |
| Secrétaire générale adjointe du gouvernement |     | Adjine Mahamat Garfa           |       |

### Remaniement du 13 octobre 2023
Les nouveaux ministres sont indiqués en gras, ceux ayant changé d'attributions en italique.
| Portefeuille | Nom | Nom                            | Parti |
| --- | --- | ------------------------------ | ----- |
| Premier ministre |     | Saleh Kebzabo                  | UNDR  |
| Ministre d'État Ministre de la Justice, Garde des sceaux, chargé des Droits humains                                                                   |     | Abderahim Breme Hamid          |       |
| Ministre d’État Ministre des Affaires étrangères |     | Mahamat Saleh Annadif          |       |
| Ministre d’État Ministre de la Transformation agricole                                                                                                |     | Laoukein Kourayo Medard        |       |
| Ministre d'État Ministre de l'Enseignement supérieur, de la Recherche scientifique et de l'Innovation                                                 |     | Tom Erdimi                     |       |
| Ministre d'État Ministre des Télécommunications et de l'Économie numérique                                                                            |     | Mahamat Allahou Taher          |       |
| Ministre de l'Administration du territoire, de la Décentralisation et de la Bonne gouvernance                                                         |     | Limane Mahamat                 |       |
| Ministre des Armées, des Anciens combattants et Victimes de guerre                                                                                    |     | Dago Yacouba                   |       |
| Ministre de la Sécurité publique et de l'Immigration                                                                                                  |     | Idriss Dokony Adiker           |       |
| Ministre de la Justice, garde des sceaux et des Droits humains                                                                                        |     | Mahamat Ahmad Alhabo           | PLD   |
| Ministre des Finances, du Budget et des Comptes publiques                                                                                             |     | Tahir Hamid Nguilin            | MPS   |
| Ministre de l'Éducation nationale et de la Promotion civique                                                                                          |     | Moussa Kadam                   |       |
| Ministre de la Communication, porte-parole du gouvernement                                                                                            |     | Aziz Mahamat Saleh             |       |
| Ministre des Hydrocarbures et de l'Énergie |     | Djerassem Le Bemadjiel         |       |
| Ministre du Genre et de la Solidarité nationale |     | Amina Prisiclle Longoh         | MPS   |
| Ministre des Infrastructures et du Désenclavement |     | Idriss Saleh Bachar            | MPS   |
| Ministre de la Réconciliation nationale et de la Cohésion sociale                                                                                     |     | Abderaman Koulamallah          | UDT   |
| Ministre de la Prospective économique et des Partenariats internationaux                                                                              |     | Moussa Batraki                 |       |
| Ministre de l'Élevage et des Productions animales |     | Abderahim Awad Atteib          |       |
| Ministre des Sports et des Loisirs |     | Patalet Geo                    |       |
| Ministre de la Fonction publique et du Dialogue social                                                                                                |     | Abdoulaye Mbodou Mbami         |       |
| Ministre de l'Eau et de l'Assainissement |     | Alio Abdoulaye Ibrahim         |       |
| Ministre de l'Aviation civile et de la Météorologie nationale                                                                                         |     | Tahir Sougoumi                 |       |
| Ministre des Transports terrestres et de la Sécurité routière                                                                                         |     | Fatimé Goukouni Weddeye        |       |
| Ministre des Mines et de la Géologie |     | Abdelkerim Mahamat Abdelkerim  |       |
| Ministre de l'Environnement, de la Pêche et du Développement durable                                                                                  |     | Mahamat Hanno                  |       |
| Ministre des Affaires culturelles, du Patrimoine historique et du Tourisme                                                                            |     | Abakar Rozzi Teguil            | MPS   |
| Ministre de la Santé publique et de la Prévention |     | Abdoulmadjid Abderahim         |       |
| Ministre de la Formation professionnelle, des Métiers et de la Microfinance                                                                           |     | Ousman Moussa Mahamat          |       |
| Ministre de l'Aménagement du territoire et de l'Urbanisme                                                                                             |     | Mahamat Assileck Halata        |       |
| Ministre de l'Industrie et du Commerce |     | Wanledom Robertine             |       |
| Ministre de la Jeunesse et du Leadership entrepreneurial                                                                                              |     | Mahamat Ahmat Lazina           |       |
| Ministre secrétaire général du gouvernement, de la promotion du bilinguisme dans l'administration, chargé des relations avec les grandes institutions |     | Ramatou Mahamat Houtouin       | MPS   |
| Ministre délégué auprès du ministre de l'Administration du territoire, chargé de la décentralisation                                                  |     | Hissein Ibrahim Acyl           |       |
| Ministre délégué auprès du ministre des Armées chargé des Anciens combattants et des Victimes de guerre                                               |     | Idriss Abdraman Dicko          |       |
| Ministre délégué auprès du ministre des Hydrocarbures, chargé de l'Indépendance énergétique                                                           |     | Abdoulaye Dior Mogody          |       |
| Secrétaire d'État aux Affaires étrangères, aux Tchadiens de l'étranger et à la Coopération internationale                                             |     | Izabelle Housna Kassiré        |       |
| Secrétaire d'État à la Promotion et à la Transformation agricole                                                                                      |     | Abakar Ramadan                 |       |
| Secrétaire d'État à l'Enseignement supérieur, à la Recherche scientifique et à l'Innovation                                                           |     | Bairra Assane                  |       |
| Secrétaire d'État à la Justice et aux Droits humains                                                                                                  |     | Bourkou Louise Ngaradoumri     |       |
| Secrétaire d'État aux Finances et aux Comptes publics                                                                                                 |     | Ronel Baiong Malloum Doubangar |       |
| Secrétaire d'État à l'Éducation nationale et à la Promotion civique                                                                                   |     | Gueldje Liliane                |       |
| Secrétaire d'État à la Prospective économique et aux Partenariats internationaux                                                                      |     | Madeleine Alingué              |       |
| Secrétaire d'État à l'Élevage et aux Productions animales                                                                                             |     | Fatimé Kodobé                  |       |
| Secrétaire d'État à la Santé publique et à la Prévention                                                                                              |     | Zenaba Bechir Moussa           |       |
| Secrétaire générale adjointe du gouvernement |     | Adjine Mahamat Garfa           |       |